# Maschalocephalus dinklagei
Maschalocephalus dinklagei är en gräsväxtart som beskrevs av Ernest Friedrich Gilg och Karl Moritz Schumann. Maschalocephalus dinklagei ingår i släktet Maschalocephalus och familjen Rapateaceae. Inga underarter finns listade i Catalogue of Life.